# Saprosma hirsutum
Saprosma hirsutum är en måreväxtart som beskrevs av Pieter Willem Korthals. Saprosma hirsutum ingår i släktet Saprosma och familjen måreväxter.
Artens utbredningsområde är Sumatera. Inga underarter finns listade i Catalogue of Life.